# Ranopiso
Ranopiso is een plaats en commune in het zuiden van Madagaskar, behorend tot het district Tôlanaro, dat gelegen is in de regio Anosy. Tijdens een volkstelling in 2001 telde de plaats 8.950 inwoners. De plaats bevindt zich langs de Route nationale 13, tussen de steden Ihosy en Tôlanaro.
De plaats biedt enkel lager onderwijs en beperkt middelbaar onderwijs aan. 70% van de bevolking werkt er als landbouwer en 20% houdt zich bezig met veeteelt. Het meest belangrijke landbouwproduct is rijst, overige belangrijke producten zijn bonen, mais en maniok. Verder is 7% actief in de dienstensector en heeft 3% een baan in de industrie.